# Eilema chrysophlebs
Eilema chrysophlebs là một loài bướm đêm thuộc phân họ Arctiinae, họ Erebidae.